# Даниловский район (Ярославская область)
Дани́ловский райо́н — административно-территориальная единица в Ярославской области Российской Федерации. В границах района образован одноимённый муниципальный район.
Административный центр — город Данилов.

## География
Площадь 2212 км² (6-е место среди районов). Район граничит на севере с Первомайским, на востоке — с Любимским, на юге — с Некрасовским и Ярославским, на западе — с Тутаевским, на северо-западе — с Пошехонским районами Ярославской области, а также граничит с Костромской областью на юго-востоке.
Основные реки — Соть, Касть, Ухра.

## История
17 марта 1944 года часть территории Даниловского района была передана в новый Середской район. 22 октября 1959 года к Даниловскому району были присоединены части территорий упразднённых Арефинского и Середского районов.

## Население
| 1939    | 1959    | 1970    | 1979    | 1989    | 2002    | 2007    | 2009    | 2010    |
| ------- | ------- | ------- | ------- | ------- | ------- | ------- | ------- | ------- |
| 69 009  | ↘55 882 | ↘44 920 | ↘36 817 | ↘34 327 | ↘29 594 | ↘27 954 | ↘26 594 | ↘26 072 |
| 2011    | 2012    | 2013    | 2014    | 2015    | 2016    | 2017    | 2018    | 2019    |
| ↘25 989 | ↗26 062 | ↗26 143 | ↘25 883 | ↘25 628 | ↘25 384 | ↘25 059 | ↘24 678 | ↘24 304 |
| 2020    | 2021    |         |         |         |         |         |         |         |
| ↘23 940 | ↘20 868 |         |         |         |         |         |         |         |

### Урбанизация
Городское население (город Данилов) составляет 65,54 % от всего населения района.

### Национальный состав
По итогам переписи населения 2020 года проживали следующие национальности (национальности менее 0,1 % и другое, см. в сноске к строке «Другие»):
| Национальность | Численность, чел. | Доля     |
| -------------- | ----------------- | -------- |
| Русские        | 19 548            | 93,67 %  |
| Армяне         | 84                | 0,40 %   |
| Таджики        | 70                | 0,34 %   |
| Украинцы       | 59                | 0,28 %   |
| Езиды          | 54                | 0,26 %   |
| Азербайджанцы  | 27                | 0,13 %   |
| Чеченцы        | 25                | 0,12 %   |
| Другие         | 1001              | 4,80 %   |
| Итого          | 20 868            | 100,00 % |

## Административно-муниципальное устройство
Даниловский район как административно-территориальная единица области включает 19 сельских округов и 1 город районного значения.
Даниловский муниципальный район в рамках организации местного самоуправления включает одно городское поселение и три сельских поселения.
| Муниципальное образование       | Административный центр | Количество населённых пунктов | Население (чел.) | Площадь (км²) | Административно- территориальная единица | Административный центр |                             |            |   |         |       |            |            |
| ------------------------------- | ---------------------- | ----------------------------- | ---------------- | ------------- | ---------------------------------------- | ---------------------- | --------------------------- | ---------- | - | ------- | ----- | ---------- | ---------- |
| Муниципальное образование       | Административный центр | Количество населённых пунктов | Население (чел.) | Площадь (км²) | Административно- территориальная единица | Административный центр | городское поселение Данилов | г. Данилов | 1 | ↘13 677 | 12,20 | г. Данилов | г. Данилов |
| Даниловское сельское поселение  | пос. Горушка           | 214                           | ↘3274            | 1135,28       | Даниловский сельский округ               | пос. Горушка           |                             |            |   |         |       |            |            |
| Даниловское сельское поселение  | пос. Горушка           | 214                           | ↘3274            | 1135,28       | Ермаковский сельский округ               | д. Ермаково            |                             |            |   |         |       |            |            |
| Даниловское сельское поселение  | пос. Горушка           | 214                           | ↘3274            | 1135,28       | Марьинский сельский округ                | д. Малое Марьино       |                             |            |   |         |       |            |            |
| Даниловское сельское поселение  | пос. Горушка           | 214                           | ↘3274            | 1135,28       | Покровский сельский округ                | с. Покров              |                             |            |   |         |       |            |            |
| Даниловское сельское поселение  | пос. Горушка           | 214                           | ↘3274            | 1135,28       | Слободской сельский округ                | д. Слобода             |                             |            |   |         |       |            |            |
| Даниловское сельское поселение  | пос. Горушка           | 214                           | ↘3274            | 1135,28       | Тороповский сельский округ               | с. Торопово            |                             |            |   |         |       |            |            |
| Даниловское сельское поселение  | пос. Горушка           | 214                           | ↘3274            | 1135,28       | Вахтинский сельский округ                | с. Спас                |                             |            |   |         |       |            |            |
| Даниловское сельское поселение  | пос. Горушка           | 214                           | ↘3274            | 1135,28       | Горинский сельский округ                 | с. Горинское           |                             |            |   |         |       |            |            |
| Даниловское сельское поселение  | пос. Горушка           | 214                           | ↘3274            | 1135,28       | Шаготский сельский округ                 | с. Шаготь              |                             |            |   |         |       |            |            |
| Дмитриевское сельское поселение | с. Дмитриевское        | 122                           | ↘1650            | 474,69        | Бабаевский сельский округ                | д. Бабаево             |                             |            |   |         |       |            |            |
| Дмитриевское сельское поселение | с. Дмитриевское        | 122                           | ↘1650            | 474,69        | Дмитриевский сельский округ              | с. Дмитриевское        |                             |            |   |         |       |            |            |
| Дмитриевское сельское поселение | с. Дмитриевское        | 122                           | ↘1650            | 474,69        | Рыжиковский сельский округ               | с. Рыжиково            |                             |            |   |         |       |            |            |
| Дмитриевское сельское поселение | с. Дмитриевское        | 122                           | ↘1650            | 474,69        | Семивраговский сельский округ            | д. Скоково             |                             |            |   |         |       |            |            |
| Середское сельское поселение    | с. Середа              | 220                           | ↘2267            | 590,07        | Зименковский сельский округ              | д. Лыкошино            |                             |            |   |         |       |            |            |
| Середское сельское поселение    | с. Середа              | 220                           | ↘2267            | 590,07        | Никольский сельский округ                | д. Чурьяково           |                             |            |   |         |       |            |            |
| Середское сельское поселение    | с. Середа              | 220                           | ↘2267            | 590,07        | Семловский сельский округ                | д. Семлово             |                             |            |   |         |       |            |            |
| Середское сельское поселение    | с. Середа              | 220                           | ↘2267            | 590,07        | Середской сельский округ                 | с. Середа              |                             |            |   |         |       |            |            |
| Середское сельское поселение    | с. Середа              | 220                           | ↘2267            | 590,07        | Трофимовский сельский округ              | д. Трофимово           |                             |            |   |         |       |            |            |
| Середское сельское поселение    | с. Середа              | 220                           | ↘2267            | 590,07        | Федуринский сельский округ               | д. Федурино            |                             |            |   |         |       |            |            |

## Населённые пункты
Распределение населения района:
 Данилов  (65,54 %) Середа  (3,67 %) Горушка  (2,76 %) Дмитриевское  (2,21 %) Покров  (1,59 %) Остальные (24,23 %)
В Даниловском районе 557 населённых пунктов, среди которых один город и 556 сельских населённых пунктов.
| №   | Населённый пункт     | Тип     | Население | Сельский округ | Сельское поселение |
| --- | -------------------- | ------- | --------- | -------------- | ------------------ |
| 1   | Данилов              | город   | ↘13 677   |                |                    |
| 2   | Абрамово             | деревня | ↘3        | Середской      | Середское          |
| 3   | Агафоново            | деревня | →1        | Ермаковский    | Даниловское        |
| 4   | Аголинское           | деревня | ↘10       | Семивраговский | Дмитриевское       |
| 5   | Аксенцево            | деревня | ↗1        | Даниловский    | Даниловское        |
| 6   | Аксинино             | деревня | →0        | Даниловский    | Даниловское        |
| 7   | Акулово              | деревня | ↘4        | Семивраговский | Дмитриевское       |
| 8   | Акуловское           | деревня | ↗2        | Трофимовский   | Середское          |
| 9   | Акуловское           | деревня | ↘2        | Федуринский    | Середское          |
| 10  | Алексеево            | деревня | →0        | Даниловский    | Даниловское        |
| 11  | Алексеево            | деревня | ↘35       | Трофимовский   | Середское          |
| 12  | Алексеевское         | деревня | ↘1        | Семивраговский | Дмитриевское       |
| 13  | Алексейцево          | деревня | →0        | Марьинский     | Даниловское        |
| 14  | Алексейцево          | деревня | ↘12       | Дмитриевский   | Дмитриевское       |
| 15  | Андроново            | деревня | ↗2        | Дмитриевский   | Дмитриевское       |
| 16  | Антоново             | деревня | ↘0        | Покровский     | Даниловское        |
| 17  | Антоново             | деревня | ↘0        | Семивраговский | Дмитриевское       |
| 18  | Апышево              | деревня | →0        | Бабаевский     | Дмитриевское       |
| 19  | Артюково             | деревня | →0        | Горинский      | Даниловское        |
| 20  | Ахматово             | деревня | ↗12       | Покровский     | Даниловское        |
| 21  | Ачкасово             | деревня | ↘32       | Вахтинский     | Даниловское        |
| 22  | Бабаево              | деревня | ↘121      | Бабаевский     | Дмитриевское       |
| 23  | Бабино               | деревня | ↘4        | Ермаковский    | Даниловское        |
| 24  | Бабурино             | деревня | ↘14       | Зименковский   | Середское          |
| 25  | Баглаево             | деревня | ↘9        | Трофимовский   | Середское          |
| 26  | Базарово             | деревня | →0        | Даниловский    | Даниловское        |
| 27  | Баловино             | деревня | ↘65       | Федуринский    | Середское          |
| 28  | Барлово              | деревня | ↘4        | Марьинский     | Даниловское        |
| 29  | Баскаково            | деревня | ↘6        | Семловский     | Середское          |
| 30  | Баскаково            | деревня | ↘1        | Середской      | Середское          |
| 31  | Баскаково            | деревня | ↘0        | Бабаевский     | Дмитриевское       |
| 32  | Башенки              | деревня | ↘9        | Дмитриевский   | Дмитриевское       |
| 33  | Бедниково            | деревня | ↗6        | Федуринский    | Середское          |
| 34  | Беклюшки             | деревня | ↗3        | Семловский     | Середское          |
| 35  | Белебино             | деревня | →0        | Покровский     | Даниловское        |
| 36  | Березники            | деревня | ↘0        | Ермаковский    | Даниловское        |
| 37  | Берелево             | деревня | ↗18       | Трофимовский   | Середское          |
| 38  | Берлюково            | деревня | ↘3        | Ермаковский    | Даниловское        |
| 39  | Бисерово             | деревня | →11       | Федуринский    | Середское          |
| 40  | Богатиново           | деревня | ↗1        | Даниловский    | Даниловское        |
| 41  | Богданово            | деревня | ↘2        | Дмитриевский   | Дмитриевское       |
| 42  | Богородское          | деревня | ↘0        | Дмитриевский   | Дмитриевское       |
| 43  | Богородское          | деревня | ↗10       | Семловский     | Середское          |
| 44  | Бокарево             | деревня | ↘7        | Семивраговский | Дмитриевское       |
| 45  | Бологово             | деревня | ↘4        | Никольский     | Середское          |
| 46  | Большое Бякишево     | деревня | ↘4        | Марьинский     | Даниловское        |
| 47  | Большое Левашово     | деревня | ↘17       | Трофимовский   | Середское          |
| 48  | Большое Марьино      | деревня | ↗109      | Семловский     | Середское          |
| 49  | Большое Сартово      | деревня | ↘18       | Шаготский      | Даниловское        |
| 50  | Большое Старово      | деревня | ↘5        | Бабаевский     | Дмитриевское       |
| 51  | Большой Дор          | деревня | ↗16       | Слободской     | Даниловское        |
| 52  | Борисково            | деревня | ↗2        | Тороповский    | Даниловское        |
| 53  | Борисково            | деревня | ↘0        | Тороповский    | Даниловское        |
| 54  | Борисово             | деревня | ↘6        | Семивраговский | Дмитриевское       |
| 55  | Борисцево            | деревня | ↗4        | Никольский     | Середское          |
| 56  | Борщевки             | деревня | →3        | Зименковский   | Середское          |
| 57  | Бреднево             | деревня | →0        | Никольский     | Середское          |
| 58  | Брыкатино            | деревня | ↘1        | Вахтинский     | Даниловское        |
| 59  | Будилово             | деревня | →5        | Зименковский   | Середское          |
| 60  | Булатово             | деревня | →0        | Даниловский    | Даниловское        |
| 61  | Бурцево              | деревня | ↘10       | Трофимовский   | Середское          |
| 62  | Бухалово             | село    | ↗55       | Никольский     | Середское          |
| 63  | Бухтарицы            | деревня | →20       | Зименковский   | Середское          |
| 64  | Быкуши               | деревня | ↘1        | Никольский     | Середское          |
| 65  | Варганово            | деревня | ↗3        | Федуринский    | Середское          |
| 66  | Василево             | деревня | ↗4        | Никольский     | Середское          |
| 67  | Вахтино              | село    | ↘48       | Вахтинский     | Даниловское        |
| 68  | Веденское            | деревня | ↘4        | Бабаевский     | Дмитриевское       |
| 69  | Великий Двор         | деревня | →0        | Семивраговский | Дмитриевское       |
| 70  | Великово             | деревня | →11       | Ермаковский    | Даниловское        |
| 71  | Великодворье         | деревня | ↗5        | Зименковский   | Середское          |
| 72  | Вернево              | деревня | ↘0        | Федуринский    | Середское          |
| 73  | Верхний Починок      | деревня | ↘1        | Семивраговский | Дмитриевское       |
| 74  | Верховины            | деревня | ↘1        | Середской      | Середское          |
| 75  | Взвоз                | деревня | ↘6        | Шаготский      | Даниловское        |
| 76  | Взглядово            | деревня | ↗24       | Тороповский    | Даниловское        |
| 77  | Взглядово            | деревня | ↘22       | Шаготский      | Даниловское        |
| 78  | Владычново           | деревня | →0        | Никольский     | Середское          |
| 79  | Власово              | деревня | ↘0        | Семивраговский | Дмитриевское       |
| 80  | Вожерашь             | деревня | ↘0        | Горинский      | Даниловское        |
| 81  | Вокшерино            | деревня | →0        | Семивраговский | Дмитриевское       |
| 82  | Вокшеры              | деревня | ↗4        | Семивраговский | Дмитриевское       |
| 83  | Волково              | деревня | ↘8        | Бабаевский     | Дмитриевское       |
| 84  | Вологдино            | деревня | ↘5        | Вахтинский     | Даниловское        |
| 85  | Волосово             | деревня | ↗22       | Ермаковский    | Даниловское        |
| 86  | Волосово             | деревня | ↗6        | Трофимовский   | Середское          |
| 87  | Волшня               | деревня | ↘5        | Даниловский    | Даниловское        |
| 88  | Воробьёво            | деревня | →0        | Середской      | Середское          |
| 89  | Воронино             | деревня | →2        | Марьинский     | Даниловское        |
| 90  | Вороново             | деревня | ↘1        | Середской      | Середское          |
| 91  | Ворошилки            | деревня | ↗4        | Горинский      | Даниловское        |
| 92  | Востриково           | деревня | ↗13       | Даниловский    | Даниловское        |
| 93  | Выгарь               | деревня | →0        | Середской      | Середское          |
| 94  | Выползово            | деревня | →0        | Семивраговский | Дмитриевское       |
| 95  | Высоково             | деревня | ↗13       | Зименковский   | Середское          |
| 96  | Высоково             | деревня | ↘1        | Середской      | Середское          |
| 97  | Высоково             | деревня | ↘0        | Середской      | Середское          |
| 98  | Высоково             | деревня | ↗9        | Середской      | Середское          |
| 99  | Вяцково              | деревня | →0        | Семивраговский | Дмитриевское       |
| 100 | Гаврилищево          | деревня | ↘12       | Шаготский      | Даниловское        |
| 101 | Гаврильцево          | деревня | ↘2        | Трофимовский   | Середское          |
| 102 | Гасниково            | деревня | →0        | Покровский     | Даниловское        |
| 103 | Георгиевское         | село    | →2        | Ермаковский    | Даниловское        |
| 104 | Герасимово           | деревня | ↘15       | Шаготский      | Даниловское        |
| 105 | Глазово              | село    | ↘14       | Федуринский    | Середское          |
| 106 | Глездево             | деревня | ↘3        | Покровский     | Даниловское        |
| 107 | Глухарево            | деревня | →0        | Дмитриевский   | Дмитриевское       |
| 108 | Глуховки             | деревня | ↘31       | Дмитриевский   | Дмитриевское       |
| 109 | Голики               | деревня | ↘0        | Дмитриевский   | Дмитриевское       |
| 110 | Голодяево            | деревня | ↗20       | Трофимовский   | Середское          |
| 111 | Горбово              | деревня | ↘9        | Федуринский    | Середское          |
| 112 | Горепатово           | деревня | ↘25       | Шаготский      | Даниловское        |
| 113 | Горинское            | село    | ↘173      | Горинский      | Даниловское        |
| 114 | Горушка              | посёлок | ↘576      | Даниловский    | Даниловское        |
| 115 | Григорево            | деревня | ↗3        | Шаготский      | Даниловское        |
| 116 | Григорково           | деревня | ↘22       | Бабаевский     | Дмитриевское       |
| 117 | Григорково           | деревня | →5        | Дмитриевский   | Дмитриевское       |
| 118 | Гридино              | деревня | ↗3        | Семловский     | Середское          |
| 119 | Гридкино             | деревня | ↘0        | Семивраговский | Дмитриевское       |
| 120 | Гудово               | деревня | →0        | Покровский     | Даниловское        |
| 121 | Гужово               | село    | ↘60       | Ермаковский    | Даниловское        |
| 122 | Гулаково             | деревня | ↘16       | Тороповский    | Даниловское        |
| 123 | Давыдовское          | деревня | ↘0        | Федуринский    | Середское          |
| 124 | Данилково            | деревня | →0        | Никольский     | Середское          |
| 125 | Дворяниново          | деревня | ↘17       | Слободской     | Даниловское        |
| 126 | Дворянинцево         | деревня | →0        | Бабаевский     | Дмитриевское       |
| 127 | Деменское            | деревня | →0        | Покровский     | Даниловское        |
| 128 | Демидково            | деревня | →8        | Горинский      | Даниловское        |
| 129 | Демьянки             | деревня | →0        | Покровский     | Даниловское        |
| 130 | Деревеньки           | деревня | →5        | Покровский     | Даниловское        |
| 131 | Диделово             | деревня | →0        | Семловский     | Середское          |
| 132 | Дитино               | деревня | ↘1        | Ермаковский    | Даниловское        |
| 133 | Дмитриевское         | село    | ↘461      | Дмитриевский   | Дмитриевское       |
| 134 | Дмитриевское         | деревня | ↘2        | Семловский     | Середское          |
| 135 | Догадцево            | деревня | →1        | Трофимовский   | Середское          |
| 136 | Догадцево            | станция | ↘21       | Трофимовский   | Середское          |
| 137 | Долгуши              | деревня | ↘0        | Семивраговский | Дмитриевское       |
| 138 | Дор                  | деревня | ↘24       | Вахтинский     | Даниловское        |
| 139 | Дубня                | деревня | ↘5        | Федуринский    | Середское          |
| 140 | Дубровки             | деревня | ↘29       | Дмитриевский   | Дмитриевское       |
| 141 | Дулягино             | деревня | ↗8        | Шаготский      | Даниловское        |
| 142 | Дьяконово            | деревня | ↘0        | Покровский     | Даниловское        |
| 143 | Дякино               | деревня | ↗6        | Середской      | Середское          |
| 144 | Евсевьево            | деревня | →0        | Семловский     | Середское          |
| 145 | Евсюково             | деревня | ↘2        | Слободской     | Даниловское        |
| 146 | Ездино               | деревня | ↘2        | Середской      | Середское          |
| 147 | Елгинино             | деревня | →0        | Марьинский     | Даниловское        |
| 148 | Елково               | деревня | ↘0        | Покровский     | Даниловское        |
| 149 | Еляково              | деревня | →0        | Марьинский     | Даниловское        |
| 150 | Ерденево             | деревня | ↗21       | Покровский     | Даниловское        |
| 151 | Еремеево             | деревня | ↗6        | Трофимовский   | Середское          |
| 152 | Ермаково             | деревня | ↘122      | Ермаковский    | Даниловское        |
| 153 | Есиплево             | деревня | →0        | Горинский      | Даниловское        |
| 154 | Есиплево             | деревня | →2        | Бабаевский     | Дмитриевское       |
| 155 | Жаденово             | деревня | →0        | Бабаевский     | Дмитриевское       |
| 156 | Жирово               | деревня | →0        | Бабаевский     | Дмитриевское       |
| 157 | Жолнино              | деревня | →0        | Трофимовский   | Середское          |
| 158 | Заворотково          | деревня | →0        | Марьинский     | Даниловское        |
| 159 | Завражново           | деревня | ↘2        | Никольский     | Середское          |
| 160 | Завражье             | деревня | →0        | Покровский     | Даниловское        |
| 161 | Задорино             | деревня | ↗1        | Середской      | Середское          |
| 162 | Зазирки              | деревня | ↘0        | Тороповский    | Даниловское        |
| 163 | Займа                | деревня | ↗29       | Марьинский     | Даниловское        |
| 164 | Замково              | деревня | ↘6        | Шаготский      | Даниловское        |
| 165 | Запесье              | деревня | →0        | Ермаковский    | Даниловское        |
| 166 | Заречье              | деревня | ↘45       | Трофимовский   | Середское          |
| 167 | Захарово             | деревня | ↘3        | Вахтинский     | Даниловское        |
| 168 | Захарово             | деревня | →0        | Дмитриевский   | Дмитриевское       |
| 169 | Захарцево            | деревня | ↘15       | Семивраговский | Дмитриевское       |
| 170 | Захарьино            | деревня | →3        | Трофимовский   | Середское          |
| 171 | Звонкая              | деревня | ↘4        | Бабаевский     | Дмитриевское       |
| 172 | Зименки              | деревня | →3        | Дмитриевский   | Дмитриевское       |
| 173 | Зименки              | деревня | ↘4        | Зименковский   | Середское          |
| 174 | Зубово               | деревня | ↘7        | Ермаковский    | Даниловское        |
| 175 | Зубцово              | деревня | ↗11       | Середской      | Середское          |
| 176 | Зуево                | деревня | ↗12       | Ермаковский    | Даниловское        |
| 177 | Иваники              | деревня | ↘33       | Даниловский    | Даниловское        |
| 178 | Иваники              | деревня | ↘1        | Покровский     | Даниловское        |
| 179 | Ивановское           | деревня | ↘14       | Даниловский    | Даниловское        |
| 180 | Ивановское           | деревня | ↘0        | Покровский     | Даниловское        |
| 181 | Ивановское           | деревня | →2        | Рыжиковский    | Дмитриевское       |
| 182 | Ивановское           | деревня | →0        | Семловский     | Середское          |
| 183 | Ивники               | деревня | ↘0        | Марьинский     | Даниловское        |
| 184 | Избино               | деревня | ↘9        | Трофимовский   | Середское          |
| 185 | Извалки              | деревня | ↘17       | Шаготский      | Даниловское        |
| 186 | Измайлово            | деревня | →0        | Вахтинский     | Даниловское        |
| 187 | Ильинское            | деревня | →0        | Семловский     | Середское          |
| 188 | Ильинское            | деревня | →0        | Трофимовский   | Середское          |
| 189 | Илькино              | деревня | ↘7        | Середской      | Середское          |
| 190 | Исаево               | деревня | ↘0        | Покровский     | Даниловское        |
| 191 | Исаево               | деревня | ↘4        | Середской      | Середское          |
| 192 | Ищейки               | деревня | →0        | Шаготский      | Даниловское        |
| 193 | Кабачарово           | деревня | ↗3        | Трофимовский   | Середское          |
| 194 | Каблуково            | деревня | →0        | Бабаевский     | Дмитриевское       |
| 195 | Каликино             | деревня | →0        | Семивраговский | Дмитриевское       |
| 196 | Каликино             | деревня | →2        | Середской      | Середское          |
| 197 | Калитино             | деревня | ↘1        | Марьинский     | Даниловское        |
| 198 | Калитино             | деревня | ↘4        | Бабаевский     | Дмитриевское       |
| 199 | Калиты               | деревня | ↘14       | Зименковский   | Середское          |
| 200 | Карачино             | деревня | ↘4        | Трофимовский   | Середское          |
| 201 | Карповское           | деревня | ↘6        | Бабаевский     | Дмитриевское       |
| 202 | Карьер               | деревня | →0        | Покровский     | Даниловское        |
| 203 | Качаево              | деревня | ↘2        | Семловский     | Середское          |
| 204 | Киндерево            | деревня | ↘3        | Покровский     | Даниловское        |
| 205 | Кирехоть             | деревня | →0        | Рыжиковский    | Дмитриевское       |
| 206 | Китаево              | деревня | →0        | Покровский     | Даниловское        |
| 207 | Кишаново             | деревня | ↘5        | Трофимовский   | Середское          |
| 208 | Кишкино              | деревня | ↘0        | Вахтинский     | Даниловское        |
| 209 | Кишманово            | деревня | →0        | Покровский     | Даниловское        |
| 210 | Клоково              | деревня | ↗7        | Трофимовский   | Середское          |
| 211 | Клочково             | деревня | ↘10       | Вахтинский     | Даниловское        |
| 212 | Княщина              | деревня | →0        | Слободской     | Даниловское        |
| 213 | Кожевники            | деревня | ↘17       | Семивраговский | Дмитриевское       |
| 214 | Козлово              | деревня | →0        | Шаготский      | Даниловское        |
| 215 | Козлово              | деревня | ↗133      | Середской      | Середское          |
| 216 | Колотово             | деревня | ↘10       | Горинский      | Даниловское        |
| 217 | Кондраково           | деревня | →0        | Середской      | Середское          |
| 218 | Кондратово           | деревня | ↗13       | Ермаковский    | Даниловское        |
| 219 | Конищево             | деревня | ↗6        | Даниловский    | Даниловское        |
| 220 | Копанцы              | деревня | →1        | Зименковский   | Середское          |
| 221 | Копнинское           | деревня | ↗22       | Федуринский    | Середское          |
| 222 | Коптево              | деревня | →0        | Дмитриевский   | Дмитриевское       |
| 223 | Коровино             | деревня | →14       | Зименковский   | Середское          |
| 224 | Коровино             | деревня | ↘11       | Середской      | Середское          |
| 225 | Корчагино            | деревня | ↘4        | Дмитриевский   | Дмитриевское       |
| 226 | Корягино             | деревня | ↘0        | Федуринский    | Середское          |
| 227 | Корякино             | деревня | ↗2        | Ермаковский    | Даниловское        |
| 228 | Коряково             | деревня | ↘7        | Даниловский    | Даниловское        |
| 229 | Косково              | деревня | →10       | Семловский     | Середское          |
| 230 | Косково              | деревня | ↘9        | Трофимовский   | Середское          |
| 231 | Косково              | деревня | ↘26       | Федуринский    | Середское          |
| 232 | Косово               | деревня | →1        | Марьинский     | Даниловское        |
| 233 | Костюшино            | деревня | ↗279      | Семивраговский | Дмитриевское       |
| 234 | Красниково           | деревня | →1        | Бабаевский     | Дмитриевское       |
| 235 | Красниково           | деревня | →2        | Семловский     | Середское          |
| 236 | Красново             | деревня | →0        | Семивраговский | Дмитриевское       |
| 237 | Крохино              | деревня | ↘0        | Рыжиковский    | Дмитриевское       |
| 238 | Кузнецово            | деревня | ↘23       | Покровский     | Даниловское        |
| 239 | Кузнецово            | деревня | ↘0        | Семивраговский | Дмитриевское       |
| 240 | Кузнецово            | деревня | ↘7        | Середской      | Середское          |
| 241 | Кузьмино             | деревня | ↘2        | Марьинский     | Даниловское        |
| 242 | Кузьмино             | деревня | ↘171      | Бабаевский     | Дмитриевское       |
| 243 | Кузьминское          | деревня | ↘29       | Шаготский      | Даниловское        |
| 244 | Кукуйка              | деревня | →0        | Слободской     | Даниловское        |
| 245 | Кулиги               | деревня | →0        | Никольский     | Середское          |
| 246 | Курилово             | деревня | ↘0        | Покровский     | Даниловское        |
| 247 | Курилово             | деревня | ↘3        | Федуринский    | Середское          |
| 248 | Лагерево             | деревня | →1        | Слободской     | Даниловское        |
| 249 | Ладейки              | деревня | ↗6        | Шаготский      | Даниловское        |
| 250 | Ладыгино             | деревня | →0        | Вахтинский     | Даниловское        |
| 251 | Левашово             | деревня | ↘1        | Семивраговский | Дмитриевское       |
| 252 | Леушино              | деревня | →1        | Шаготский      | Даниловское        |
| 253 | Лом                  | деревня | ↘21       | Даниловский    | Даниловское        |
| 254 | Ломки                | деревня | →0        | Никольский     | Середское          |
| 255 | Ломки                | деревня | ↘13       | Семловский     | Середское          |
| 256 | Лукино               | деревня | ↘27       | Тороповский    | Даниловское        |
| 257 | Лунка                | станция | ↘27       | Покровский     | Даниловское        |
| 258 | Лупачево             | деревня | →2        | Середской      | Середское          |
| 259 | Лучицево             | деревня | ↘14       | Зименковский   | Середское          |
| 260 | Лыкошино             | деревня | ↘49       | Зименковский   | Середское          |
| 261 | Лытино               | деревня | ↗14       | Середской      | Середское          |
| 262 | Лычово               | деревня | ↘5        | Трофимовский   | Середское          |
| 263 | Любимцево            | деревня | ↗2        | Федуринский    | Середское          |
| 264 | Макарово             | деревня | →0        | Ермаковский    | Даниловское        |
| 265 | Макарово             | деревня | ↘302      | Слободской     | Даниловское        |
| 266 | Максимово            | деревня | →5        | Семловский     | Середское          |
| 267 | Максимцево           | деревня | ↗7        | Федуринский    | Середское          |
| 268 | Малахово             | деревня | ↘0        | Рыжиковский    | Дмитриевское       |
| 269 | Маликово             | деревня | →3        | Федуринский    | Середское          |
| 270 | Малое Бякишево       | деревня | →0        | Марьинский     | Даниловское        |
| 271 | Малое Левашово       | деревня | →0        | Трофимовский   | Середское          |
| 272 | Малое Марьино        | деревня | ↘229      | Марьинский     | Даниловское        |
| 273 | Малое Сартово        | деревня | →0        | Шаготский      | Даниловское        |
| 274 | Малое Старово        | деревня | ↘0        | Бабаевский     | Дмитриевское       |
| 275 | Малыгино             | деревня | →3        | Трофимовский   | Середское          |
| 276 | Малые Дворишки       | деревня | ↘2        | Зименковский   | Середское          |
| 277 | Малый Дор            | деревня | ↗13       | Слободской     | Даниловское        |
| 278 | Манжаково            | деревня | ↗120      | Трофимовский   | Середское          |
| 279 | Марково              | деревня | ↗1        | Бабаевский     | Дмитриевское       |
| 280 | Марково              | деревня | ↘0        | Семивраговский | Дмитриевское       |
| 281 | Марково              | деревня | ↘0        | Семловский     | Середское          |
| 282 | Марково              | деревня | ↘1        | Трофимовский   | Середское          |
| 283 | Марьино              | деревня | →0        | Семивраговский | Дмитриевское       |
| 284 | Марьино              | деревня | ↘1        | Середской      | Середское          |
| 285 | Маслятино            | деревня | →0        | Семивраговский | Дмитриевское       |
| 286 | Матвейково           | деревня | ↘0        | Покровский     | Даниловское        |
| 287 | Матвейцево           | деревня | →0        | Середской      | Середское          |
| 288 | Маурино              | деревня | →0        | Тороповский    | Даниловское        |
| 289 | Маурино              | деревня | ↘25       | Трофимовский   | Середское          |
| 290 | Медведки             | деревня | ↗7        | Шаготский      | Даниловское        |
| 291 | Меленки              | деревня | →2        | Зименковский   | Середское          |
| 292 | Миглеево             | деревня | ↘27       | Дмитриевский   | Дмитриевское       |
| 293 | Михалево             | деревня | ↘9        | Вахтинский     | Даниловское        |
| 294 | Михалево             | деревня | →0        | Дмитриевский   | Дмитриевское       |
| 295 | Михалево             | деревня | →0        | Федуринский    | Середское          |
| 296 | Михальцево           | деревня | →1        | Середской      | Середское          |
| 297 | Мичкулово            | деревня | →0        | Бабаевский     | Дмитриевское       |
| 298 | Мишутино             | деревня | ↘186      | Тороповский    | Даниловское        |
| 299 | Молоково             | деревня | →0        | Бабаевский     | Дмитриевское       |
| 300 | Морщихино            | деревня | →3        | Трофимовский   | Середское          |
| 301 | Мохово               | деревня | →0        | Вахтинский     | Даниловское        |
| 302 | Мохоньково           | деревня | ↘18       | Никольский     | Середское          |
| 303 | Мошково              | деревня | →9        | Слободской     | Даниловское        |
| 304 | Муньково             | деревня | ↘2        | Ермаковский    | Даниловское        |
| 305 | Мускулино            | деревня | ↗7        | Слободской     | Даниловское        |
| 306 | Мутыкалово           | деревня | ↘2        | Даниловский    | Даниловское        |
| 307 | Мыс                  | деревня | ↘1        | Федуринский    | Середское          |
| 308 | Мышкарово            | деревня | →0        | Марьинский     | Даниловское        |
| 309 | Назарово             | деревня | ↘1        | Рыжиковский    | Дмитриевское       |
| 310 | Назарово             | деревня | ↗10       | Семивраговский | Дмитриевское       |
| 311 | Напрудское           | деревня | ↗2        | Трофимовский   | Середское          |
| 312 | Неклюдцево           | деревня | ↗11       | Зименковский   | Середское          |
| 313 | Нефедово             | деревня | ↘13       | Никольский     | Середское          |
| 314 | Нефедьево            | деревня | ↘27       | Шаготский      | Даниловское        |
| 315 | Нижний Починок       | деревня | →0        | Трофимовский   | Середское          |
| 316 | Никитино             | деревня | →0        | Середской      | Середское          |
| 317 | Никиткино            | деревня | ↘24       | Зименковский   | Середское          |
| 318 | Никиткино            | деревня | →0        | Середской      | Середское          |
| 319 | Никиткино            | деревня | ↘0        | Марьинский     | Даниловское        |
| 320 | Никиткино            | деревня | ↗10       | Дмитриевский   | Дмитриевское       |
| 321 | Николо-Отводное      | село    | ↗4        | Трофимовский   | Середское          |
| 322 | Никольское           | село    | ↘11       | Никольский     | Середское          |
| 323 | Никольское-Нальяново | село    | ↗2        | Тороповский    | Даниловское        |
| 324 | Новенькое            | деревня | →0        | Бабаевский     | Дмитриевское       |
| 325 | Новенькое            | деревня | ↗9        | Дмитриевский   | Дмитриевское       |
| 326 | Ново-Богородское     | деревня | ↘0        | Шаготский      | Даниловское        |
| 327 | Новое                | село    | ↗3        | Трофимовский   | Середское          |
| 328 | Ново-Ивановское      | деревня | ↗13       | Даниловский    | Даниловское        |
| 329 | Новополево           | деревня | →0        | Зименковский   | Середское          |
| 330 | Новоселки            | деревня | →1        | Рыжиковский    | Дмитриевское       |
| 331 | Ночевки              | деревня | →0        | Шаготский      | Даниловское        |
| 332 | Озерки               | деревня | ↘0        | Середской      | Середское          |
| 333 | Озерки               | село    | ↗1        | Середской      | Середское          |
| 334 | Октябрево            | деревня | ↘2        | Середской      | Середское          |
| 335 | Окунево              | деревня | ↘24       | Середской      | Середское          |
| 336 | Ольховка             | деревня | ↗2        | Дмитриевский   | Дмитриевское       |
| 337 | Омелино              | деревня | ↘23       | Ермаковский    | Даниловское        |
| 338 | Орехово              | деревня | →0        | Федуринский    | Середское          |
| 339 | Осташево             | деревня | ↘25       | Рыжиковский    | Дмитриевское       |
| 340 | Остроносово          | деревня | ↗9        | Дмитриевский   | Дмитриевское       |
| 341 | Очково               | деревня | →0        | Семивраговский | Дмитриевское       |
| 342 | Павликово            | деревня | ↘4        | Середской      | Середское          |
| 343 | Павловское           | деревня | ↘6        | Марьинский     | Даниловское        |
| 344 | Панино               | деревня | →0        | Вахтинский     | Даниловское        |
| 345 | Пантелеево           | станция | ↗33       | Бабаевский     | Дмитриевское       |
| 346 | Пантелейки           | деревня | ↗6        | Тороповский    | Даниловское        |
| 347 | Пасхалино            | деревня | ↗4        | Слободской     | Даниловское        |
| 348 | Пасынково            | деревня | ↘25       | Бабаевский     | Дмитриевское       |
| 349 | Перекладово          | деревня | ↘0        | Семивраговский | Дмитриевское       |
| 350 | Петрилово            | деревня | ↘4        | Федуринский    | Середское          |
| 351 | Петровское           | деревня | →0        | Трофимовский   | Середское          |
| 352 | Петухово             | деревня | →0        | Федуринский    | Середское          |
| 353 | Пирютино             | деревня | ↗7        | Дмитриевский   | Дмитриевское       |
| 354 | Плетенево            | деревня | →20       | Марьинский     | Даниловское        |
| 355 | Плосково             | деревня | →0        | Никольский     | Середское          |
| 356 | Погорелка            | деревня | ↘33       | Даниловский    | Даниловское        |
| 357 | Погорелки            | деревня | ↗13       | Дмитриевский   | Дмитриевское       |
| 358 | Погорелки            | деревня | ↘3        | Трофимовский   | Середское          |
| 359 | Поддубново           | деревня | ↘3        | Никольский     | Середское          |
| 360 | Подольново           | деревня | →6        | Бабаевский     | Дмитриевское       |
| 361 | Подольново           | деревня | →0        | Дмитриевский   | Дмитриевское       |
| 362 | Подольново           | деревня | ↗8        | Тороповский    | Даниловское        |
| 363 | Подольново           | деревня | ↘8        | Зименковский   | Середское          |
| 364 | Покров               | село    | ↘331      | Покровский     | Даниловское        |
| 365 | Покров               | деревня | ↗9        | Федуринский    | Середское          |
| 366 | Полтинино            | деревня | ↗5        | Трофимовский   | Середское          |
| 367 | Пономарево           | деревня | ↘24       | Шаготский      | Даниловское        |
| 368 | Пономарево           | деревня | ↗23       | Дмитриевский   | Дмитриевское       |
| 369 | Попадьино            | деревня | ↗3        | Семловский     | Середское          |
| 370 | Попково              | деревня | ↘65       | Даниловский    | Даниловское        |
| 371 | Поповское            | деревня | ↗2        | Семловский     | Середское          |
| 372 | Посирово             | деревня | ↘4        | Никольский     | Середское          |
| 373 | Поташево             | деревня | ↗18       | Зименковский   | Середское          |
| 374 | Потешкино            | деревня | ↘0        | Марьинский     | Даниловское        |
| 375 | Починок              | деревня | ↘0        | Семловский     | Середское          |
| 376 | Починок              | деревня | →1        | Середской      | Середское          |
| 377 | Починок              | деревня | ↘2        | Трофимовский   | Середское          |
| 378 | Починок              | деревня | ↘37       | Бабаевский     | Дмитриевское       |
| 379 | Праулино             | деревня | ↘1        | Шаготский      | Даниловское        |
| 380 | Привалово            | деревня | →0        | Никольский     | Середское          |
| 381 | Прокунино            | деревня | ↘0        | Семивраговский | Дмитриевское       |
| 382 | Прудища              | деревня | ↗4        | Трофимовский   | Середское          |
| 383 | Псарево              | деревня | ↘3        | Семловский     | Середское          |
| 384 | Пугино               | деревня | ↗22       | Горинский      | Даниловское        |
| 385 | Путятино             | деревня | ↘19       | Семивраговский | Дмитриевское       |
| 386 | Путятино             | станция | ↗114      | Дмитриевский   | Дмитриевское       |
| 387 | Пшеничново           | деревня | ↘54       | Марьинский     | Даниловское        |
| 388 | Раи                  | деревня | ↗1        | Слободской     | Даниловское        |
| 389 | Раменье              | деревня | ↘13       | Марьинский     | Даниловское        |
| 390 | Распутьево           | деревня | ↗6        | Покровский     | Даниловское        |
| 391 | Рахманово            | деревня | ↗19       | Середской      | Середское          |
| 392 | Реброво              | деревня | →0        | Покровский     | Даниловское        |
| 393 | Рекша                | деревня | ↘0        | Шаготский      | Даниловское        |
| 394 | Решетники            | деревня | ↘13       | Семивраговский | Дмитриевское       |
| 395 | Ристово              | деревня | ↘4        | Покровский     | Даниловское        |
| 396 | Родионцево           | деревня | ↘11       | Шаготский      | Даниловское        |
| 397 | Романцево            | деревня | ↗2        | Семловский     | Середское          |
| 398 | Романцево            | деревня | ↘3        | Семловский     | Середское          |
| 399 | Ростилово            | деревня | →8        | Бабаевский     | Дмитриевское       |
| 400 | Рощино               | посёлок | ↘240      | Слободской     | Даниловское        |
| 401 | Ртищево              | деревня | ↗17       | Слободской     | Даниловское        |
| 402 | Рудлево              | деревня | ↘0        | Никольский     | Середское          |
| 403 | Рыбино               | деревня | →0        | Ермаковский    | Даниловское        |
| 404 | Рыжиково             | село    | ↗160      | Рыжиковский    | Дмитриевское       |
| 405 | Рылово               | деревня | ↗8        | Середской      | Середское          |
| 406 | Рязаново             | деревня | ↘0        | Дмитриевский   | Дмитриевское       |
| 407 | Савкино              | деревня | ↘0        | Рыжиковский    | Дмитриевское       |
| 408 | Салово               | деревня | ↗46       | Слободской     | Даниловское        |
| 409 | Самсоново            | деревня | →0        | Рыжиковский    | Дмитриевское       |
| 410 | Самсоново            | деревня | ↘10       | Зименковский   | Середское          |
| 411 | Сафроново            | деревня | ↘0        | Семловский     | Середское          |
| 412 | Свистуново           | деревня | ↘11       | Марьинский     | Даниловское        |
| 413 | Свиткино             | деревня | ↘8        | Трофимовский   | Середское          |
| 414 | Севастьяново         | деревня | ↘5        | Середской      | Середское          |
| 415 | Селезенево           | деревня | →3        | Марьинский     | Даниловское        |
| 416 | Семеновское          | деревня | ↘4        | Трофимовский   | Середское          |
| 417 | Семенцево            | деревня | ↗6        | Федуринский    | Середское          |
| 418 | Семивраги            | деревня | ↘4        | Семивраговский | Дмитриевское       |
| 419 | Семлово              | деревня | ↘265      | Семловский     | Середское          |
| 420 | Сендерево            | деревня | ↘0        | Семивраговский | Дмитриевское       |
| 421 | Сергейцево           | деревня | ↘0        | Марьинский     | Даниловское        |
| 422 | Середа               | село    | ↘766      | Середской      | Середское          |
| 423 | Серково              | деревня | →0        | Даниловский    | Даниловское        |
| 424 | Серково              | деревня | ↘13       | Семловский     | Середское          |
| 425 | Сидорово             | деревня | ↘29       | Никольский     | Середское          |
| 426 | Симаново             | деревня | ↘0        | Ермаковский    | Даниловское        |
| 427 | Скипино              | деревня | ↘1        | Семловский     | Середское          |
| 428 | Скоково              | деревня | ↘110      | Семивраговский | Дмитриевское       |
| 429 | Скулепово            | деревня | ↘11       | Вахтинский     | Даниловское        |
| 430 | Слегино              | деревня | ↘23       | Ермаковский    | Даниловское        |
| 431 | Слобода              | деревня | ↘90       | Слободской     | Даниловское        |
| 432 | Слободищи            | деревня | ↗4        | Середской      | Середское          |
| 433 | Слоново              | деревня | ↘0        | Никольский     | Середское          |
| 434 | Солониково           | деревня | ↘8        | Вахтинский     | Даниловское        |
| 435 | Соркино              | деревня | →0        | Бабаевский     | Дмитриевское       |
| 436 | Соркино              | деревня | ↘2        | Семивраговский | Дмитриевское       |
| 437 | Соснево              | деревня | ↘7        | Горинский      | Даниловское        |
| 438 | Сосновка             | деревня | ↘0        | Даниловский    | Даниловское        |
| 439 | Сосновки             | деревня | →0        | Трофимовский   | Середское          |
| 440 | Соть                 | станция | ↘38       | Покровский     | Даниловское        |
| 441 | Сошкино              | деревня | ↘1        | Никольский     | Середское          |
| 442 | Спас                 | село    | ↘264      | Вахтинский     | Даниловское        |
| 443 | Спирково             | деревня | ↘4        | Федуринский    | Середское          |
| 444 | Спицино              | деревня | →0        | Семловский     | Середское          |
| 445 | Станово              | деревня | ↘26       | Ермаковский    | Даниловское        |
| 446 | Старово              | деревня | ↘0        | Никольский     | Середское          |
| 447 | Старово              | деревня | →0        | Середской      | Середское          |
| 448 | Степаниково          | деревня | →0        | Бабаевский     | Дмитриевское       |
| 449 | Степаново            | деревня | →4        | Середской      | Середское          |
| 450 | Стокшино             | деревня | ↘16       | Никольский     | Середское          |
| 451 | Стонятино            | деревня | ↘13       | Даниловский    | Даниловское        |
| 452 | Стратилат            | деревня | ↗2        | Середской      | Середское          |
| 453 | Страшево             | деревня | →0        | Горинский      | Даниловское        |
| 454 | Стройково            | деревня | ↘16       | Середской      | Середское          |
| 455 | Стряпково            | деревня | ↘6        | Горинский      | Даниловское        |
| 456 | Субаево              | деревня | ↘10       | Бабаевский     | Дмитриевское       |
| 457 | Суетино              | деревня | ↗13       | Дмитриевский   | Дмитриевское       |
| 458 | Сухарево             | деревня | →4        | Федуринский    | Середское          |
| 459 | Сырнево              | деревня | →0        | Дмитриевский   | Дмитриевское       |
| 460 | Таганово             | деревня | ↘1        | Зименковский   | Середское          |
| 461 | Тайбузино            | деревня | →0        | Никольский     | Середское          |
| 462 | Таранино             | деревня | ↘4        | Марьинский     | Даниловское        |
| 463 | Татарское            | деревня | ↘5        | Никольский     | Середское          |
| 464 | Ташаново             | деревня | ↗50       | Семловский     | Середское          |
| 465 | Телицино             | деревня | ↘155      | Трофимовский   | Середское          |
| 466 | Теперское            | деревня | ↘5        | Федуринский    | Середское          |
| 467 | Терентьево           | деревня | ↘3        | Трофимовский   | Середское          |
| 468 | Терехино             | деревня | ↘15       | Зименковский   | Середское          |
| 469 | Тесы                 | деревня | ↘5        | Зименковский   | Середское          |
| 470 | Тетерино             | деревня | ↘9        | Ермаковский    | Даниловское        |
| 471 | Тиманово             | деревня | ↘0        | Никольский     | Середское          |
| 472 | Титово               | деревня | ↘87       | Семловский     | Середское          |
| 473 | Токарево             | деревня | ↗6        | Семловский     | Середское          |
| 474 | Токовое              | деревня | ↘5        | Бабаевский     | Дмитриевское       |
| 475 | Тонково              | деревня | ↘15       | Шаготский      | Даниловское        |
| 476 | Тополево             | деревня | →0        | Покровский     | Даниловское        |
| 477 | Торопово             | село    | ↘185      | Тороповский    | Даниловское        |
| 478 | Троица               | деревня | ↗26       | Федуринский    | Середское          |
| 479 | Троица-Колясники     | деревня | ↗1        | Марьинский     | Даниловское        |
| 480 | Трофимово            | деревня | ↗15       | Трофимовский   | Середское          |
| 481 | Труденево            | деревня | →0        | Шаготский      | Даниловское        |
| 482 | Турбицы              | деревня | →0        | Бабаевский     | Дмитриевское       |
| 483 | Туфаново             | деревня | ↘230      | Семивраговский | Дмитриевское       |
| 484 | Тюляфтино            | деревня | ↘11       | Федуринский    | Середское          |
| 485 | Угодье               | деревня | ↘0        | Слободской     | Даниловское        |
| 486 | Усеимово             | деревня | ↘4        | Даниловский    | Даниловское        |
| 487 | Усово                | деревня | ↘5        | Горинский      | Даниловское        |
| 488 | Усолкино             | деревня | ↘3        | Бабаевский     | Дмитриевское       |
| 489 | Ушаки                | деревня | ↗4        | Даниловский    | Даниловское        |
| 490 | Федино               | деревня | →0        | Вахтинский     | Даниловское        |
| 491 | Федорково            | деревня | ↘1        | Марьинский     | Даниловское        |
| 492 | Федурино             | деревня | ↘272      | Федуринский    | Середское          |
| 493 | Федчино              | деревня | ↗9        | Трофимовский   | Середское          |
| 494 | Федяково             | деревня | ↘6        | Семивраговский | Дмитриевское       |
| 495 | Фетинкино            | деревня | →0        | Никольский     | Середское          |
| 496 | Филино               | деревня | ↗2        | Семивраговский | Дмитриевское       |
| 497 | Филино               | деревня | ↘45       | Трофимовский   | Середское          |
| 498 | Филинское            | деревня | →0        | Никольский     | Середское          |
| 499 | Филипповское         | деревня | ↘1        | Федуринский    | Середское          |
| 500 | Фоминское            | деревня | ↘4        | Вахтинский     | Даниловское        |
| 501 | Фоминское            | деревня | ↘7        | Зименковский   | Середское          |
| 502 | Хабарово             | деревня | →1        | Ермаковский    | Даниловское        |
| 503 | Хабарово             | село    | ↘123      | Ермаковский    | Даниловское        |
| 504 | Харино               | деревня | →1        | Марьинский     | Даниловское        |
| 505 | Хламотино            | деревня | →0        | Марьинский     | Даниловское        |
| 506 | Хмельничново         | деревня | ↘19       | Зименковский   | Середское          |
| 507 | Хмельничное          | деревня | →0        | Бабаевский     | Дмитриевское       |
| 508 | Холм                 | деревня | →0        | Дмитриевский   | Дмитриевское       |
| 509 | Хорошавино           | деревня | →3        | Зименковский   | Середское          |
| 510 | Хорупино             | деревня | ↘1        | Дмитриевский   | Дмитриевское       |
| 511 | Хорь                 | деревня | →0        | Марьинский     | Даниловское        |
| 512 | Хотеново             | деревня | ↗11       | Середской      | Середское          |
| 513 | Хохлово              | деревня | ↗5        | Середской      | Середское          |
| 514 | Хрипуново            | деревня | ↘13       | Дмитриевский   | Дмитриевское       |
| 515 | Частилово            | деревня | ↘8        | Середской      | Середское          |
| 516 | Чебаково             | деревня | ↘12       | Дмитриевский   | Дмитриевское       |
| 517 | Ченцы                | деревня | ↘1        | Покровский     | Даниловское        |
| 518 | Чернево              | деревня | →1        | Ермаковский    | Даниловское        |
| 519 | Черницино            | деревня | ↘0        | Трофимовский   | Середское          |
| 520 | Чистополье           | деревня | ↗2        | Бабаевский     | Дмитриевское       |
| 521 | Чубарово             | деревня | ↗2        | Бабаевский     | Дмитриевское       |
| 522 | Чурьяково            | деревня | ↘93       | Никольский     | Середское          |
| 523 | Чурьяково            | деревня | ↗3        | Середской      | Середское          |
| 524 | Шаготь               | село    | ↘162      | Шаготский      | Даниловское        |
| 525 | Шалахино             | деревня | ↗16       | Дмитриевский   | Дмитриевское       |
| 526 | Шапкино              | деревня | ↘20       | Слободской     | Даниловское        |
| 527 | Шахонино             | деревня | →0        | Дмитриевский   | Дмитриевское       |
| 528 | Шевнино              | деревня | →0        | Марьинский     | Даниловское        |
| 529 | Шелованиха           | деревня | ↘0        | Рыжиковский    | Дмитриевское       |
| 530 | Шеметово             | деревня | →1        | Ермаковский    | Даниловское        |
| 531 | Шерстнево            | деревня | ↘19       | Шаготский      | Даниловское        |
| 532 | Шибаново             | деревня | →0        | Бабаевский     | Дмитриевское       |
| 533 | Шилово               | деревня | →0        | Покровский     | Даниловское        |
| 534 | Шиловское            | деревня | →2        | Никольский     | Середское          |
| 535 | Шихирево             | деревня | →0        | Марьинский     | Даниловское        |
| 536 | Шишкино              | деревня | ↘2        | Покровский     | Даниловское        |
| 537 | Шишкино-Дальнее      | деревня | →6        | Покровский     | Даниловское        |
| 538 | Шолохово             | деревня | ↗3        | Даниловский    | Даниловское        |
| 539 | Шубино               | деревня | →0        | Трофимовский   | Середское          |
| 540 | Шуклино              | деревня | ↗5        | Вахтинский     | Даниловское        |
| 541 | Шухобино             | деревня | →0        | Марьинский     | Даниловское        |
| 542 | Щевлягино            | деревня | →0        | Тороповский    | Даниловское        |
| 543 | Щербины              | деревня | ↘20       | Середской      | Середское          |
| 544 | Щетниково            | деревня | →2        | Тороповский    | Даниловское        |
| 545 | Юрилы                | деревня | ↘9        | Середской      | Середское          |
| 546 | Юрино                | деревня | →0        | Слободской     | Даниловское        |
| 547 | Юркино               | деревня | ↘7        | Дмитриевский   | Дмитриевское       |
| 548 | Юркино               | деревня | →4        | Федуринский    | Середское          |
| 549 | Юрьево               | деревня | ↘1        | Марьинский     | Даниловское        |
| 550 | Язвицево             | деревня | →0        | Трофимовский   | Середское          |
| 551 | Язово                | деревня | ↘7        | Зименковский   | Середское          |
| 552 | Яксайка              | деревня | →0        | Даниловский    | Даниловское        |
| 553 | Ямушино              | деревня | ↗2        | Трофимовский   | Середское          |
| 554 | Ярухино              | деревня | ↘0        | Покровский     | Даниловское        |
| 555 | Ясельник             | деревня | →0        | Покровский     | Даниловское        |
| 556 | Яскино               | деревня | →0        | Никольский     | Середское          |
| 557 | Яскино               | деревня | ↗17       | Трофимовский   | Середское          |

### Упразднённые населённые пункты
В 1995 году упразднены деревни Глядково Зименковского сельсовета и Илейцино Федуринского сельсовета.
В 2000 году упразднены посёлок Ухринский Ермаковского сельсовета, деревня Моруево Бабаевского сельсовета, деревня Блудово Дмитриевского сельсовета, деревни Борщевка, Дьяконово, Леоньково, Мишутино, Нефедково, Филино, Юрино Ермаковского сельсовета, деревня Старина Марьинского сельсовета, деревни Гнездилово, Крутово Покровского сельсовета, деревни Антонково, Леушино, Никитино Рыжиковского сельсовета, деревни Агеево, Сенино Семивраговского сельсовета, деревни Васильцево, Новоселки, Овинцево, Плетенево, Сенюшино Семловского сельсовета, деревни Головково, Негородово, Смыслово Середского сельсовета, деревни Коробейкино, Ломок, Мельниково, Недомолвино, Шелыгайка Слободского сельсовета, деревня Абрамово Тороповского сельсовета, деревни Берег, Васильково, Дегтяриха Шаготского сельсовета.
В 2001 году упразднены деревни Андриково, Беседное, Тимонино, Анфимово, Степаниково, Матвейково Даниловского сельсовета.
В 2019 году упразднены деревни Вологдино Слободского сельского округа, Ильинское Горинского сельского округа, Малое Вяльцево, Молчаново, Новенькое Тороповского сельского округа, Федоровское Покровского сельского округа.

## Местное самоуправление
Главы района
- до 2023 года — Александр Владимирович Смирнов
- с 2023 года — Елена Борисовна Иовлева[33]